# Гурьялов, Иван Степанович
Князь Иван Степанович Гурьялов (груз. გურიელი, ივანე სტეფანეს ძე, 1770—1818) — российский командир эпохи наполеоновских войн, генерал-майор Русской императорской армии.

## Биография
Иван Гурьялов родился в 1770 году; происходил из грузинского княжеского рода, сын генерал-майора Степана Христофоровича Гуриеля и Анны Тимофеевны Суровцевой.
В девятилетнем возрасте был записан на военную службу, а ещё шесть лет спустя Гурьялов получил чин прапорщика.
Принимал участие в Русско-турецкой войне 1787—1791 годов (крест за Измаил) и польских событиях 1794 года (крест за Прагу).
25 июня 1799 года Гурьялов был произведён в полковники, а 16 мая 1803 года получил погоны генерал-майора.
С 16 мая 1803 года по 1 июня 1805 года Гурьялов занимал должность шефа Волынского мушкетерского полка.
5 февраля 1806 года был награждён орденом Святого Георгия 4-го класса № 1649.
16 марта 1808 года Гурьялов был назначен комендантом Вильно и шефом городского гарнизонного батальона.
Шефом Екатеринбургского пехотного полка был назначен 12 июня 1812 года. Полк в составе 1-й бригады 23-й пехотной дивизии входил в 4-й пехотный корпус 1-й Западной армии; Гурьялов был также командиром этой бригады.
После вторжения армии Наполеона в пределы Российской империи принял активное участие в Отечественной войне 1812 года, сражался со своим полком в ряде ключевых сражений этой войны.
После изгнания врага с родной земли, принял участие в заграничном походе русской армии, где сражался с французами в бою под Бауценом, битве народов и при штурме Парижа.
С 1816 года Гурьялов командовал 27-й дивизией Русской императорской армии.
Князь Иван Степанович Гурьялов умер в 1818 году.

## Семья
Был женат на Амалии Ивановне, племяннице митрополита С. Богуш-Сестренцевича. Единственная дочь — Дарья Ивановна — была замужем (венчалась 13 ноября 1823 года в Старой Белице Могилёвской губернии) за гвардии полковником Павлом Петровичем Фромандиером (Potier de Fromandier; из семьи французских дворян-эмигрантов). Направленное Александру I ходатайство Амалии Ивановны о передаче П. П. Фромандиеру фамилии и титула князей Гуриеловых успехом не увенчалось: Комитет министров указал на то, что род продолжается в Грузии. Позднее о том же ходатайствовала их дочь Софья Павловна Фромандиер (1836—?), жена Фёдора Ивановича Булацеля.

## Комментарии
1. ↑  Однако позже практически аналогичная просьба бездетного князя Андрея Петровича Шаликова (1823—1896) была удовлетворена. Определением Правительствующего сената от 4 октября 1917 года, несмотря на существование князей Шаликашвили, племянник покойного уже князя А. П. Шаликова — Павел Михайлович Катков (1856—1930) — получил право именоваться князем Катковым-Шаликовым[3].